# Српско ратничко гробље у Сурдулици
Српско ратничко гробље у Сурдулици је некад заузимало северозападни део старог сурдуличког грађанског гробља, односно налазило се северозападно од цркве. 
На позицију војничког гробља у оквиру грађанског гробља у Сурдулици, указују документи настали у периоду између два светска рата, из 1931. године, који се чувају у фондовима Архива Југославије. Према подацима из архива на гробљу се налазило 26 гробова српских војника, који су умрли од последица болести или су погинули у борбама на Власини. Ратничко гробље постепено је уништавано цивилним сахрањивањима. Стари белези су скоро у потпуности нестали, или су уступили места цивилним надгробним споменицима.